# Wzgórza Łopuszańskie
Wzgórza Łopuszańskie (342.16) – pasma wzgórz znajdujące się we wschodniej części Wyżyny Przedborskiej. Sąsiadują z Pasmem Przedborsko-Małogoskim oraz Płaskowyżem Suchedniowskim.
Najwyższe wzniesienie o wysokości 299 m n.p.m. znajduje się w okolicach miasta Łopuszno. Wzgórza zbudowane są ze skał jurajskich oraz górnotriasowych. Wschodnia część tego obszaru odwadniana jest przez rzekę Łosośną, część zachodnia przez Czarną Konecką. Miejscami występują tu wydmy śródlądowe.